# Josef Jášek
Josef Jášek (18. dubna 1839 Rataje – 15. července 1905 Rataje) byl rakouský politik české národnosti; poslanec Moravského zemského sněmu.

## Biografie
Byl rolníkem v Ratajích u Kroměříže. Jeho otec měl v této obci grunt. Po předčasné otcově smrti ho vychovávala matka. Ta se ho rozhodla dát na studia. Nastoupil na německé piaristické gymnázium v Kroměříži, kde s vyznamenáním absolvoval 1. ročník. Do druhého ročníku nenastoupil, protože onemocněl tyfem. Po zotavení se na radu faráře P. Č. Vaška vzdělával doma. Rád četl knihy a tisk. Po matce převzal správu rodinného hospodářství, na kterém mu pomáhala i jeho manželka Františka (1841 - 1908). Byl starostou Ratají, po patnáct let členem obecního výboru a po dvě období předsedou kostelního výboru. V domovské vesnici založil družstvo hospodářů pro nákup parní mlátičky. Po několik let zastával funkci předsedy okresního silničního výboru v Kroměříži a po 34 let byl předsedou kontribučenského výboru pro soudní okres Zdounky. Zasadil se o zřízení cukrovaru v Kroměříži a sladovny v Kojetíně, přičemž v obou firmách zasedal ve správní radě.
V 70. letech se zapojil i do vysoké politiky. V zemských volbách 1870 byl zvolen na Moravský zemský sněm, za kurii venkovských obcí, obvod Přerov, Kojetín, Kroměříž, Zdounky. Mandát zde obhájil i v zemských volbách v září 1871 a zemských volbách v prosinci 1871. Roku 1872 byl zbaven mandátu, ale znovuzvolen 22. listopadu 1873. V roce 1870 se uvádí jako oficiální kandidát Moravské národní strany (staročeské). Na sněmu se roku 1878 zasazoval o výstavbu jízdeckých kasáren tak, aby nedocházelo ke konfliktům mezi vojáky ubytovanými do té doby ve vesnicích a místním obyvatelstvem.
V závěru života utrpěl značné finanční ztráty, dané podle nekrologu přílišnou, dobráckou důvěřivostí jeho v jisté kruhy.
Zemřel v červenci 1905. Bylo mu 66 let.